# Nadstěna
Nadstěna je v matematice, resp. geometrii zobecněním stěny tělesa do n-rozměrného prostoru. Zpravidla jde o lineární útvar, který spolu s ostatními nadstěnami ohraničuje (n-rozměrný) objem tělesa. Nadstěna v n-rozměrném prostoru má {\displaystyle n-1} rozměrů. Často se používá obecnější termín: nadplocha, který označuje obecně k-rozměrnou plochu v n-rozměrném prostoru ({\displaystyle k<n}).